# Crystallodytes pauciradiatus
Crystallodytes pauciradiatus is een straalvinnige vissensoort uit de familie van zandduikers (Creediidae). De wetenschappelijke naam van de soort werd voor het eerst geldig gepubliceerd in 1985 door Nelson & Randall.